# Federico Sordillo
Federico Sordillo (Pietradefusi, 30 gennaio 1927 – Milano, 7 febbraio 2004) è stato un avvocato e dirigente sportivo italiano.

## Biografia
Nella stagione 1971-72 fu presidente del Milan, con il quale vinse la Coppa Italia, prima di diventare un dirigente federale. Entrato nel Consiglio Federale della FIGC nel 1972, divenne presidente del Settore Tecnico nel 1976: nel 1980 assunse l'incarico di presidente federale, succedendo ad Artemio Franchi (dimessosi a seguito degli scandali). A partire dalla stagione 1980-81 riaprì le frontiere per gli atleti stranieri (chiuse dopo i Mondiali 1966), decisione che era stata presa in precedenza, a cui non si oppose, nonostante fosse contrario, così come fu contrario, senza però riuscire ad evitarlo, all’allargamento a due giocatori appartenenti a federazioni straniere, a partire dal Luglio ‘82. Con la vittoria del Mondiale 1982, terzo di questi titoli conquistato, risultò il primo presidente campione del mondo nel dopoguerra nonché secondo in assoluto dopo la doppia vittoria (1934 e 1938) di Giorgio Vaccaro, ed è tuttora l'ultimo presidente vincitore in considerazione del quarto titolo mondiale (2006) conquistato durante un commissariamento della Federazione.
Rieletto presidente nel 1984, ottenne l'assegnazione del Mondiale 1990. Entrò a far parte del comitato esecutivo dell'UEFA, rimanendovi fino al 1988. Il 4 luglio 1986, dopo un nuovo scandalo e l'eliminazione azzurra da "Messico '86", rassegnò le proprie dimissioni: la FIGC fu commissariata per un anno.

## Morte
Morì il 7 febbraio 2004 per una malattia alla spina dorsale.